# Смаков, Самат Кабирович
Сама́т Каби́рович Сма́ков (каз. Самат Қабірұлы Смақов; род. 8 декабря 1978, Семипалатинск) — казахстанский футболист, центральный защитник. Рекордсмен по количеству матчей за сборную.
Самый титулованный футболист Казахстана: 6-кратный чемпион, 5-кратный призёр и 4-кратный Лучший футболист Казахстана: 2004, 2007, 2008, 2009. Рекордсмен выступлений за сборную — 76 игр.
С января 2018 года — генеральный директор футбольного клуба «Актобе». С ноября 2018 года — владелец «Актобе».

## Карьера

### Клубная
Футболом начал заниматься в 7 лет у тренера Нуржана Десембаева. В городском зимнем турнире 1997 года по мини-футболу был признан лучшим игроком и весной 1997 года был заявлен за главную команду Семипалатинска — «Елимай». В первом своём сезоне провел 10 игр и забил гол. А в следующем 19-летний защитник забил пять голов в 23 матчах и помог команде стать чемпионом страны. Его пригласили в павлодарский «Иртыш». Смаков помог павлодарцам вернуть чемпионское звание и сам в 21 год стал двукратным чемпионом Казахстана.
Середняк высшего дивизиона России ростовский «Ростсельмаш» подписал с ним трёхлетний контракт в 2000 году. За два сезона Смаков провёл 39 игр в чемпионате России, но затем перестал вписываться в планы нового тренера Анатолия Байдачного и ушёл в аренду в астанинский «Женис». Летом на тренировке получил травму ноги и сезон 2002 у него практически пропал, но в Кубке Казахстана сыграл в июне две игры в 1/8 финала с «Атырау» и забил гол. В ноябре команда уже без него выиграла финал у павлодарского «Иртыша».
Сезон 2003 года провёл в родном «Елимае», восстанавливая форму.
В сезоне 2004 Смаков подписал трёхлетний контракт с алматинским «Кайратом». Был выбран капитаном команды, клуб выиграл золотые медали, а ФФК назвала Смакова лучшим футболистом года. Клуб дважды подряд выходил в финалы Кубка Казахстана по футболу в 2004 и 2005 гг. В 2005 году взял бронзу чемпионата, но в 2006 году занял лишь 7 место.
Весной 2007 года Смаков перешёл в «Актобе». Здесь начался шестилетний успешный этап его футбольной карьеры. Три года подряд (2007—2009) клуб Владимира Муханова становился чемпионом Казахстана, а капитан Смаков трижды назывался лучшим футболистом страны ФФК (2007—2008) и журналом «Гол» (2007—2009). «Актобе» выигрывал Кубок Казахстана — 2008, Суперкубок Казахстана (2008, 2010), выходил в финалы Кубка чемпионов Содружества (2009, 2010). В 2010 году завоевал серебро чемпионата, а в 2011—2012 — две бронзы. В это время главный тренер команды Владимир Муханов уехал в Россию.
В январе 2013 года Смаков по приглашению турецкого тренера Мустафы Денизли заключил контракт на полгода с клубом Первой лиги Турции «Ризеспор», хотя проиграл вдвое в зарплате.

 Я всегда говорил, и буду говорить: всех денег не заработаешь. Я уехал в Турцию, чтобы почувствовать себя футболистом, посмотреть, что такое футбол и настоящее отношение к нему. Кроме того, хочу подучиться, что-то взять себе на заметку в плане тренерской работы и организации инфраструктуры. В будущем собираюсь использовать всё это во благо казахстанского футбола.
— Самат Смаков
 Опытный тренер и два легионера из Казахстана Смаков и Давид Лория вывели клуб в турецкую Суперлигу. Смаков был признан лучшим защитником Первой лиги Турции сезона 2012/13.
Летом 2013 года Смаков вернулся в «Кайрат». В октябре 2014 года руководством клуба Смаков и четыре других игрока команды были отстранены от игр и тренировок до конца сезона за проваленную игру с главным конкурентом — столичной «Астаной» (1:5). 28 октября 2014 года футболист разорвал контракт с клубом.
Сезон 2015 года Смаков провёл в павлодарском «Иртыше» (клуб снова закрепился в первой шестёрке), а в феврале 2016 года 37-летний футболист вернулся в «Актобе». В сезоне 2016 после первого круга Смаков ушёл из клуба и закончил сезон (8 игр) вице-капитаном команды в «Ордабасы» (Шымкент).
В сезоне 2017 года после победы 15 октября над преследователем «Иртышом» (2:1) «Ордабасы» завоевал бронзовые медали, а Смаков к своим 10 медалям добавил ещё одну.
Суммарно в 19 сезонах Смаков провёл 453 матча за 6 клубов в чемпионате Казахстана и забил 67 голов (из них 36 с пенальти), также сыграл 60 игр на Кубок Казахстана (6 голов). Выигрывал призы с каждым из 6 клубов. В Еврокубках провёл 42 матча и забил 8 голов.
4 января 2018 года стало известно, что Смаков завершает игровую карьеру и становится генеральным директором клуба «Актобе».
1 сентября 2018 года провёл свой прощальный матч. Команда «Друзья Смакова» играла против ветеранов «Актобе».
20 ноября после очередных торгов ФК «Актобе» за 108 миллионов тенге передан в доверительное управление Самату Смакову.
2023 году получил звания «Почётный гражданин города Семей»

### Сборная
В сборной Казахстана главного тренера Ваита Талгаева дебютировал 31 марта 2000 года в игре со сборной Иордании на XII Кубке Азии и получил свою первую жёлтую карточку. 12 сентября 2007 года забил свой первый в ворота сборной Бельгии. С приходом Бернда Шторка перестал попадать в состав сборной. 9 февраля 2011 года Самат вернулся в национальную команду в матче против сборной Беларуси. В 2011 году объявил о завершении карьеры в национальной команде страны.
В сентябре 2014 года возобновил карьеру в сборной, его снова привлёк в команду главный тренер Юрий Красножан. 7 июня 2016 года после товарищеского матча со сборной Китая в Даляне стал рекордсменом по числу выступлений — 74 игры. 11 октября 2016 года Смаков в Астане последний раз выступил за сборную в матче отборочного турнира к чемпионату мира 2018 года со сборной Румынии. Всего провёл 76 игр и забил два гола.

## Достижения

### Клубные
«Елимай»
- Чемпион Казахстана: 1998

«Иртыш»
- Чемпион Казахстана: 1999

«Женис»
- Обладатель Кубка Казахстана: 2002

«Кайрат»
- Чемпион Казахстана: 2004
- Бронзовый призёр: 2005
- Финалист Кубка Казахстана (2): 2004, 2005

«Актобе»
- Чемпион Казахстана (3): 2007, 2008, 2009
- Серебряный призёр: 2010
- Бронзовый призёр (2): 2011, 2012
- Обладатель Кубка Казахстана: 2008
- Обладатель Суперкубка Казахстана (2): 2008, 2010
- Финалист Кубка чемпионов Содружества (2): 2009, 2010

«Ризеспор»
- Вице-чемпион Первой лиги Турции: 2012/13

«Ордабасы»
- Бронзовый призёр: 2017

### Личные
- Лучший футболист Казахстана (4): 2004, 2007, 2008, 2009
- Лучший защитник Первой лиги Турции (1): 2012/13

## Личная жизнь
Отец Самата и дедушка также были футболистами. Супруга Ума — бывшая балерина.
Дети: Самира (2005) — художественная гимнастка, Аламгир (2008), Данияр (2013) и Алидар (2018).